# تشهاربت
تشهاربت هي قرية في مقاطعة أشنوية، إيران. يقدر عدد سكانها بـ 125 نسمة بحسب إحصاء 2016.